# Multi-Boot-System

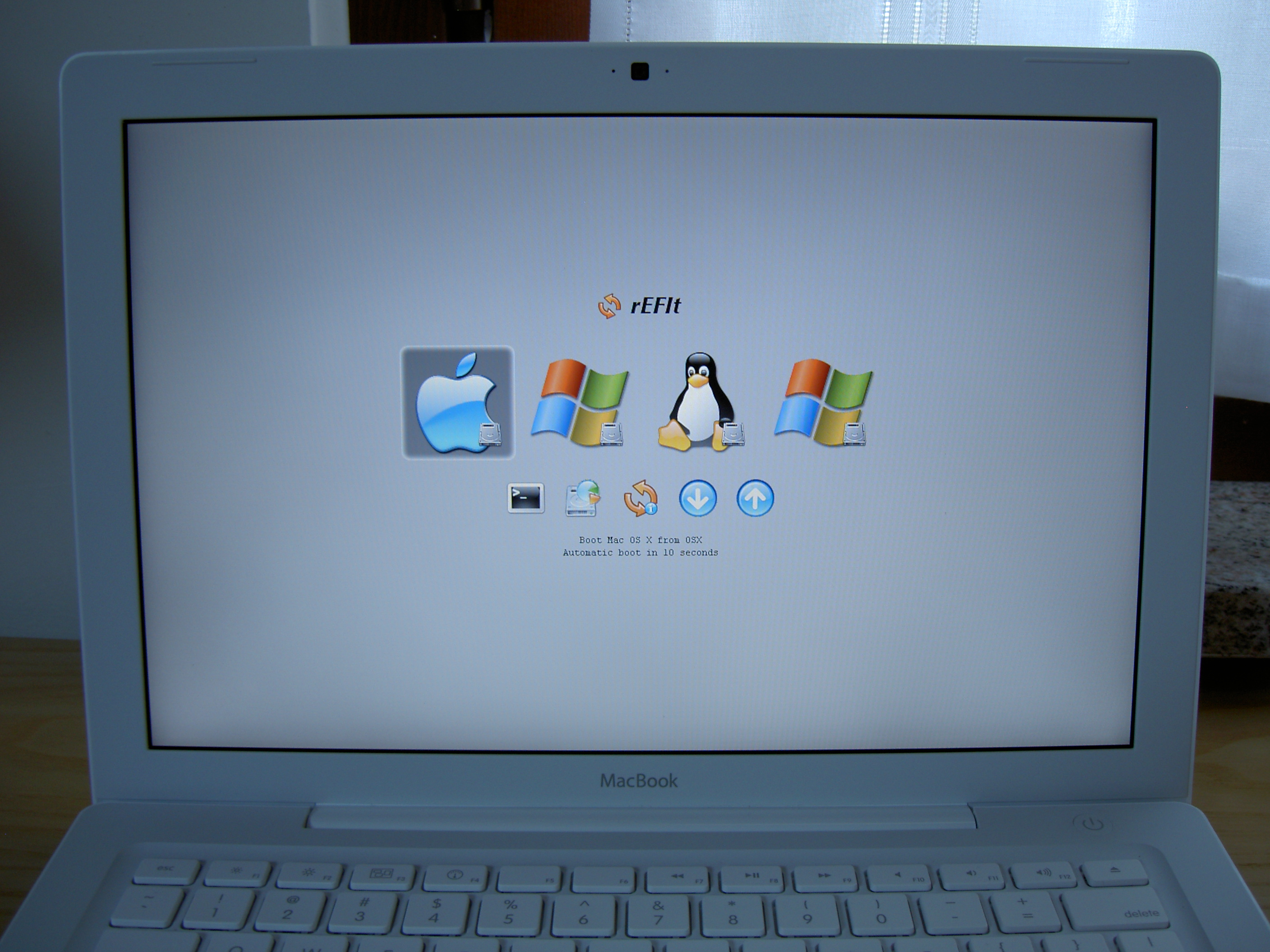
Dieser EFI-Boot-Manager (rEFIt) auf einem MacBook zeigt ein Bootmenü mit der Auswahl zwischen macOS (OS X), Windows und Linux

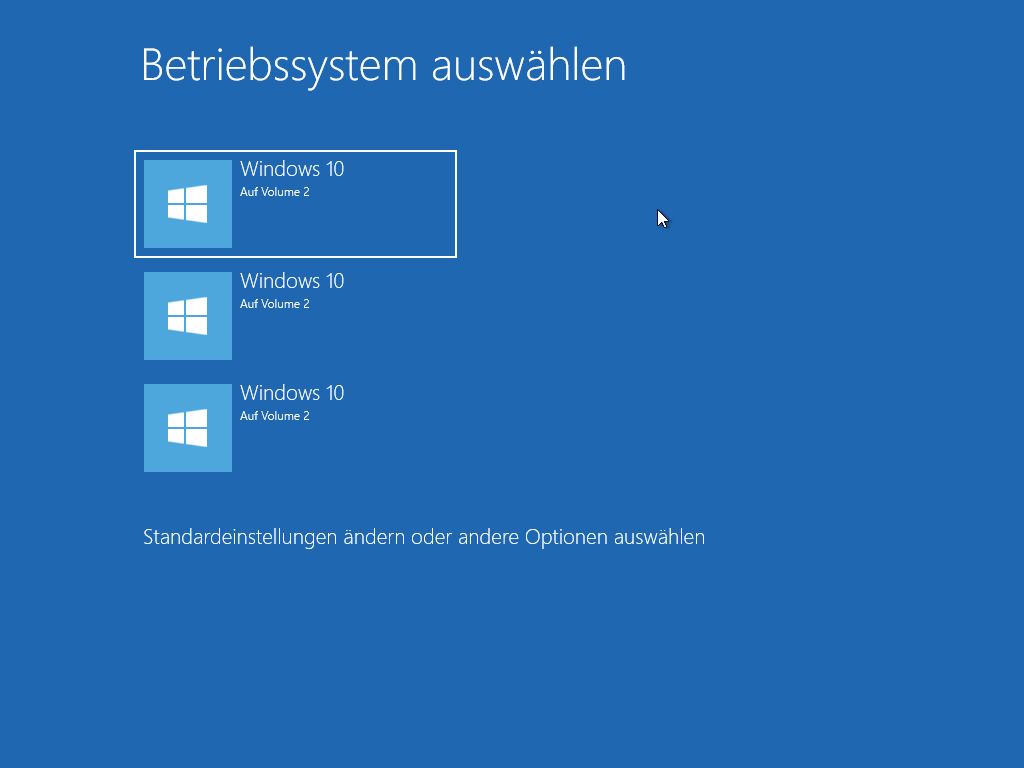
Multi-Boot-System mit 3 Windows 10-Installationen

Ein Multi-Boot- oder auch Multiboot-System  ist ein Computer, auf dem zwei oder mehr Betriebssysteme installiert sind. Ein Computer mit zwei installierten Betriebssystemen wird auch als Dual-Boot-System bezeichnet. Nativ können allerdings (bislang) nicht etwa zwei oder mehr Betriebssysteme gleichzeitig auf einem (handelsüblichen) PC gestartet werden, sondern stets nur eines.
Die Installation eines Multi-Boot-Systems wird auch als Multi-Boot-Installation bezeichnet.
Die Betriebssysteme sind im Normalfall auf unterschiedlichen Volumes, wie entweder verschiedenen Partitionen eines Datenspeichers sind oder aber auf unterschiedlichen physischen Datenspeichern wie etwa Festplatten, installiert. Voraussetzung ist dabei einzig, dass der Benutzer über ein Bootmenü das zu startende Betriebssystem auswählen kann. Multi-Boot-fähige Systeme können entweder bereits in der System-Firmware diese Funktion unterstützen oder, u. a. wenn die Firmware dies nicht unterstützt, über einen vorgeschalteten Bootloader auf einem startbaren Medium ein Bootmenü erzeugen.

## Funktionsprinzip
Multiboot-Systeme benötigen einen Benutzer, der eine Auswahl über das zu startende Betriebssystem trifft. Die meisten Multiboot-Konfigurationen sehen jedoch auch eine Standard-Einstellung vor (englisch default), die nach einem festgelegten Timeout automatisch ein zuvor ausgewähltes Betriebssystem startet.
Multiboot-Installationen sind stark vom jeweiligen Computersystem abhängig. Diese werden auch als Computer-Plattform bezeichnet, die sowohl die verwendete Prozessorarchitektur, die implementierte System-Firmware (oft als „BIOS“ bezeichnet), als auch die dafür verfügbaren Betriebssysteme mit einschließt. Plattformen, die ein Bootmenü in der Firmware ermöglichen, sind z. B. Macs ab 1998 mit PowerPC-Prozessoren (New-World-Macs), deren Nachfolger ab 2006 mit Intel-Prozessoren (x86) bzw. ab 2020 Arm-Prozessoren und alle PCs mit BIOS-BBS und mit UEFI.
Unabhängig von der Firmware kann ein Bootmenü auch mithilfe eines Bootloaders realisiert werden. Dabei startet die Firmware den jeweiligen Bootloader von einem startfähigen Datenträger, etwa einer Festplatte oder einer SSD, als ob dieser das zu startende Betriebssystem wäre. Der Bootloader übernimmt dann die Funktion eines Bootmenüs. Meist bieten solche Bootloader zusätzliche Funktionen, etwa das Starten von zusätzlichen von der Firmware nicht unterstützten Startkonfigurationen, oder das Laden von Konfigurationsdaten. Mächtigere Bootloader werden daher auch als Bootmanager bezeichnet.
Auch Standard-Bootloader von gängigen Betriebssystemen bieten oft eine (eingeschränkte) Multiboot-Funktionalität. Beispielsweise kann der Windows-Bootloader NTLDR und dessen Nachfolger Bootmgr mehrere parallel installierte Windows-Betriebssysteme starten. Linux-Bootloader wie LILO oder GRUB können traditionell eine Vielzahl an Betriebssystemen starten und werden auch auf anderen Unix-artigen Betriebssystemen eingesetzt, z. B. BSD oder OpenSolaris.

## Gründe für die Einrichtung

### Sicherheit
Es kann mit einem Multibootsystem die Zugriffe über ein anderes, separat installiertes System (auch auf derselben Festplatte) getätigt werden. Es gibt Live-Systeme, bei denen der Festplattenzugriff so lange gesperrt ist, bis der Nutzer ausdrücklich den Schreib-Zugriff auf ein oder mehrere Speichermedien freigibt. Wird das Internet über ein anderes System genutzt, haben Schadprogramme keine Chance, das Hauptsystem zu infizieren. Das Risiko beim Öffnen von E-Mails wird so minimiert, weil der Computer meist nur auf das aktuell laufende System (auf einer separaten Partition oder Festplatte) zugreift. Im Fall eines Livesystems kann nur der Arbeitsspeicher, welcher nach dem Neustart gelöscht wird, theoretisch infiziert werden.

### Experimentelles System
Ein Multi-Boot-System kann aus verschiedenen Betriebssystemen bestehen oder es können beispielsweise mehrere gleiche Windows-Versionen parallel nebeneinander installiert werden. Zum Beispiel, um Experimente mit verschiedenen Registry-Einstellungen vorzunehmen.

### Vielfalt

#### Vielfalt der Anwendersoftware
Auch ein Betriebssystem mit unterschiedlichen Versionsnummern kann als Multi-Boot-System aufgebaut werden. So kann Windows 7 zusammen mit Windows XP auf einem Computer installiert werden, um ältere Software weiter zu verwenden.
Häufig wird ein Multi-Boot-System eingerichtet, um flexibel zu sein bei Auswahl der Anwendungssoftware. Einige Programme sind auf eine Plattform oder wenige Betriebssysteme beschränkt, da bietet eine Multi-Boot-Lösung mehr Auswahl. Die Auswahl verbreiteter, kommerzieller Produkte für das Betriebssystem Windows ist sehr groß, so dass Nutzer anderer Betriebssysteme mehr Auswahlmöglichkeiten durch ein Multi-Boot-System haben. Als Beispiel gibt es Boot Camp für Apple Macbooks und iMacs, womit Windows neben MacOS installiert werden kann.

#### Vielfältige Anwendungsmöglichkeiten
Es werden PC-Systeme mit vorkonfigurierten Multi-Boot-Systemen im Handel angeboten. Notebooks mit vorinstalliertem Windows lassen sich wahlweise auch mit einem anderen Betriebssystem, das ebenfalls vorinstalliert wurde, hochfahren. Häufig kommt hier eine einfache, schnell bootende Betriebssystemvariante (wie Windows 10 mini) zum Einsatz, um für kleinere Aufgaben wie den Abruf von E-Mails eine schnelle Lösung bereitzustellen. Das umfangreicher konfigurierte Hauptsystem kann dann für anspruchsvollere, komplexere Aufgaben gebootet werden. Für diese Lösung wird oft die Möglichkeit separater Einschaltmöglichkeiten für jedes System gewählt.
Eine weitere Möglichkeit ist, ein Notebook oder Netbook für unterschiedliche Anwendungsbereiche zu nutzen. Zu Hause kann ein entsprechend konfiguriertes System beispielsweise als Hardware-Firewall oder auch als Druckserver dienen, während ein anderes Betriebssystem das gleiche Gerät unterwegs zum mobilen Internet-PC machen kann.

### Geschwindigkeit
Virtuelle Lösungen können gerade bei nicht so leistungsfähiger Hardware schnell den Computer an seine Leistungsgrenzen bringen und langsam laufen, weil neben dem eigentlichen Betriebssystem das System in der virtuell installierten Umgebung zusätzlich Leistung fordert. Ein Multi-Boot-System kann da je nach Anwendung und Hardwarevoraussetzungen die bessere Wahl sein.

## Erstellung

### AMD und Intel (außer Apple-Mac) basierte Systeme
Soll neben einer Windows-Version ein anderes Betriebssystem installiert werden, sollte zuerst Windows installiert werden. Bei vielen Komplett-PCs ist es ohnehin oft bereits vorinstalliert. Im zweiten Schritt wird ein weiteres Betriebssystem installiert, etwa GNU/Linux, Solaris, FreeBSD usw. Wenn mehrere Versionen von Windows installiert werden sollen, sollte mit der ältesten begonnen werden.
Jedes Betriebssystem wird auf einer separaten Partition installiert. Bei Installation aller Systeme auf einer Festplatte wird die benötigte Partition entweder im Vorfeld der Installation angelegt oder kann, je nach verwendetem Installationstool, auch während der Installation angelegt werden. Dann wird eine vorhandene Festplattenpartition verkleinert. Die Partition für die geplante Installation kann sich auch auf einer anderen Festplatte befinden. Bei vielen modernen Distributionen wie beispielsweise Debian GNU/Linux, Mandriva, Fedora, Pardus, openSUSE wird die Aufteilung der Festplatte vom System vorgeschlagen. Dieser Vorschlag wird auf Wunsch automatisch umgesetzt oder kann manuell den eigenen Bedürfnissen angepasst werden.
Die automatische Erkennung anderer Betriebssysteme erfolgt oft, aber nicht immer. Nicht erkannte Betriebssysteme können dem Bootloader nach der Installation hinzugefügt werden, bei openSUSE mit dem Konfigurationstool YaST.
Oft werden Betriebssysteme installiert, die unterschiedliche Dateisysteme zur Installation benötigen, zum Beispiel Windows-NT-basierte Windows-Versionen mit dem Dateisystem NTFS und Linux mit Dateisystemen wie ext4 oder Btrfs. Hierbei ist darauf zu achten, dass gemeinsam zu nutzende Partitionen mit einem von beiden Systemen unterstützen Dateisystem formatiert werden, damit von beiden Systemen aus darauf zugegriffen werden kann, im Zweifelsfall ein FAT-Format.

### Apple-Mac mit Intel-Prozessoren
Mit der Apple Software Boot Camp können auf Apple-Mac Computern mit Intel-Prozessor verschiedene Windows-Versionen installiert werden. Offiziell unterstützt wird nur eine Dual-Boot-Variante, also eine Windows-Version neben macOS. Es sind jedoch auch Multi-Boot-Varianten mit mehr als zwei Betriebssystemen möglich.
Wird nach dem Start im Boot-Camp-Menü Windows ausgewählt, startet es nativ. Nicht immer ist es allerdings möglich, Windows im UEFI-Modus zu installieren. Das Apple-spezifische EFI bietet für Windows den BIOS-Emulationsmodus CSM, sodass für Windows die MBR-Partitionstabelle verwendet werden muss, während für macOS im EFI-Modus die GUID-Partitionstabelle Verwendung findet. Boot Camp richtet dazu eine Hybrid-Partitionstabelle ein, die jedoch auf vier Partitionen begrenzt ist. Durch die Verwendung eines zweiten physischen Datenspeichers, beispielsweise einer zweiten Festplatte oder SSD, kann diese Einschränkung relativ leicht umgangen werden.

### Multiboot-USB-Sticks

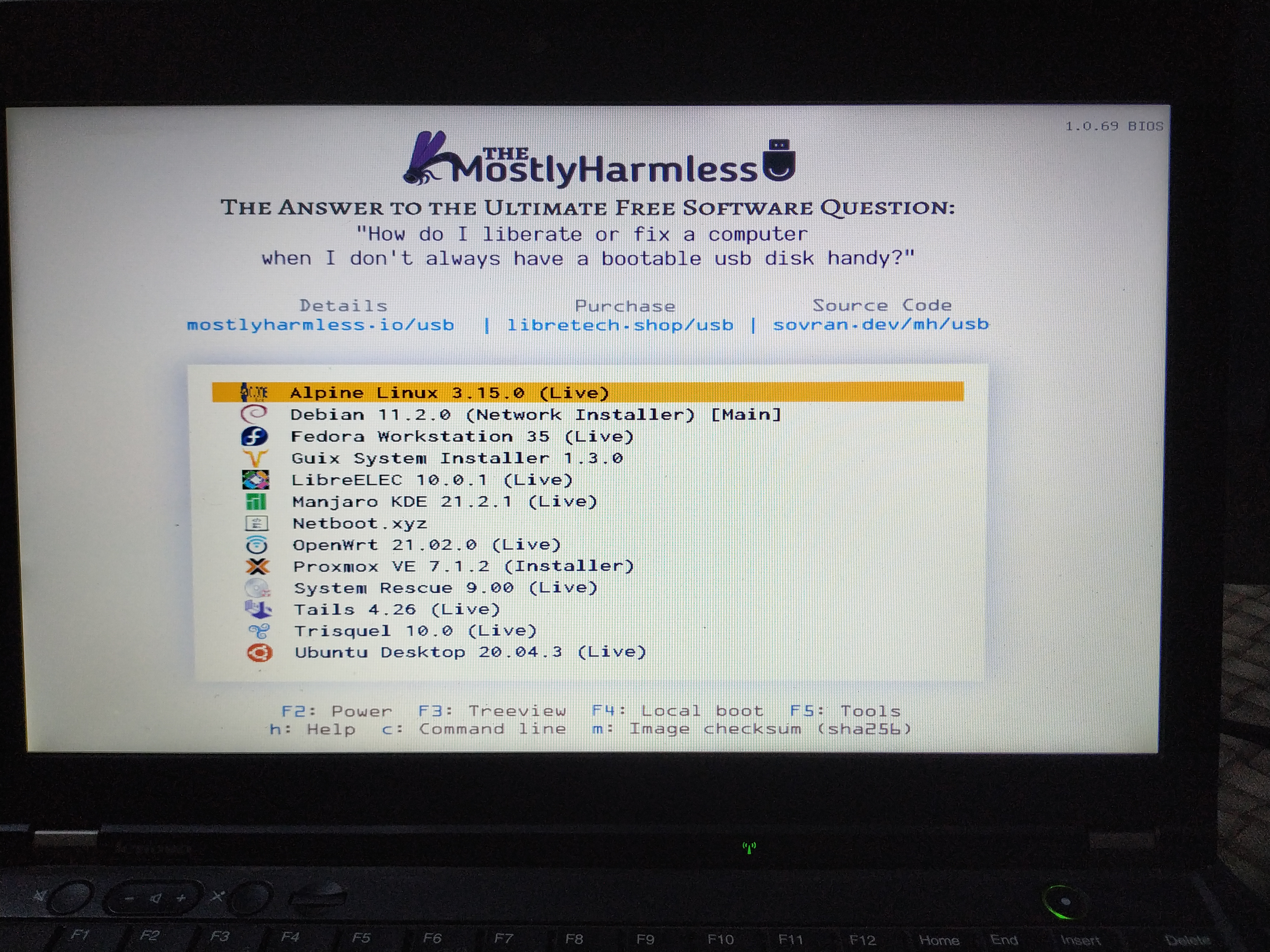
Beispiel für einen Multi-Boot-USB-Stick, der neben Installern für diverse Linux-Distributionen auch eine Vielzahl an Live-Systemen bietet, die direkt verwendet werden können

USB-Sticks eignen sich ebenfalls, um auf ihnen verschiedene Betriebssysteme gleichzeitig zu installieren. Dadurch wird jeder Computer, der von einem solchen USB-Stick gebootet wird, vorübergehend zu einem Multiboot-System. Voraussetzung für die Nutzung eines (Multi-)Boot-USB-Sticks ist jedoch, dass sich der PC von USB booten lässt.
Ein solcher USB-Stick kann – je nach gewünschtem Einsatzbereich – unterschiedlichste Systeme zum Booten bereithalten:
- System-Administration:
  - Diagnose: Hardware-Prüfung (z. B. Hauptspeicher: memcheck)
  - Fehlerbehebung: z. B. Festplatten-Fehler korrigieren
  - Virenschutz
  - Konfiguration: z. B. Festplatten-Partionierung (z. B. gparted)
  - Systeme zum Versuch der Wiederherstellung verlorengeganger oder nicht verfügbarer Passwörter
- Mobiles Büro: Werden auf demselben USB-Stick portable Anwendungen installiert, kann man von jedem PC aus, der sich über USB booten lässt, mit diesen Anwendungen arbeiten und findet daher stets seine eigene, gewohnte Arbeitsumgebung vor. Zwar lassen sich portable Anwendungen auch auf normalen USB-Sticks transportieren, allerdings ist man dann darauf angewiesen, dass auf dem vorhandenen PC ein passendes Betriebssystem verfügbar ist. Wird stattdessen ein (Multi-)Boot-USB-Stick verwendet, hat man das passende Betriebssystem auf jeden Fall parat.
- Unterhaltung:
  - für die Wiedergabe von Musik und Filmen optimierte Multimedia-Betriebssysteme
  - Emulatoren
- Systeme, die für das Browsen im Internet optimiert sind

Viele weitere Einsatzszenarien sind denkbar.